# NGC 3513
NGC 3513 est une galaxie spirale barrée située dans la constellation de la Coupe. NGC 3513 a été découverte par l'astronome germano-britannique William Herschel en 1786.

## Caractéristiques
La classe de luminosité de NGC 3513 est III et elle présente une large raie HI. Elle renferme également des régions d'hydrogène ionisé.

### Distance
Sa vitesse par rapport au fond diffus cosmologique est de 1 549 ± 26 km/s, ce qui correspond à une distance de Hubble de 22,8 ± 1,6 Mpc (∼74,4 millions d'al).
À ce jour, neuf mesures non basées sur le décalage vers le rouge (redshift) donnent une distance de 12,327 ± 3,983 Mpc (∼40,2 millions d'al), ce qui est à l'extérieur des valeurs de la distance de Hubble. Puisque cette galaxie est relativement rapprochée du Groupe local, il est probable que cette valeur soit plus près de la distance réelle de NGC 3513. Notons que c'est avec la valeur moyenne des mesures indépendantes, lorsqu'elles existent, que la base de données NASA/IPAC calcule le diamètre d'une galaxie.

## Paire de galaxies
Selon Soares et ses collègues, NGC 3511 et NGC 3513 forment une paire de galaxies. La distance de NGC 3511 est de 12,563 ± 1,760 Mpc (∼41 millions d'al), ce qui est presque indentique à celle de NGC 3513 confirmant ainsi qu'il s'agit d'une paire réelle de galaxies.

## Galerie

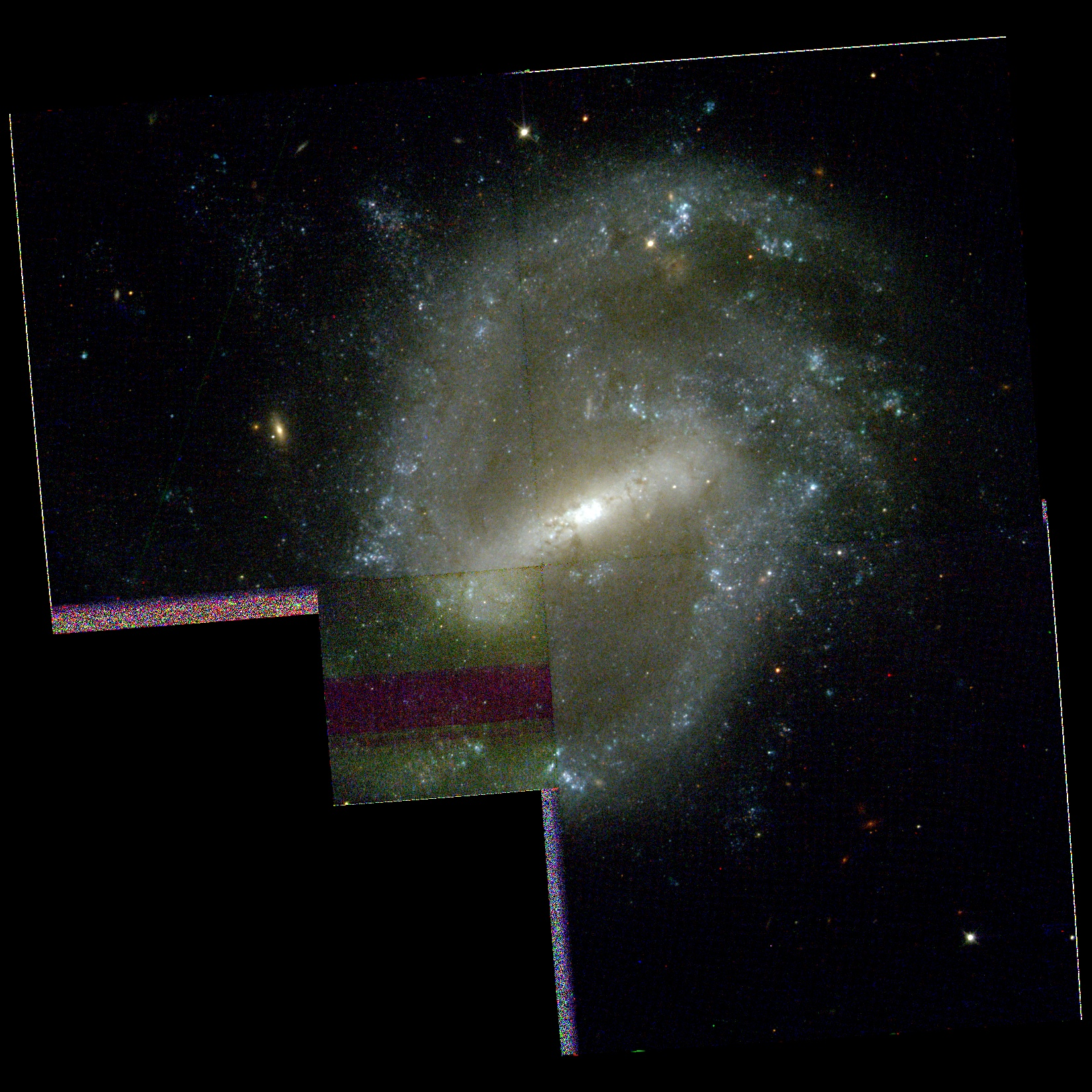
NGC 3513 par le télescope spatial Hubble.
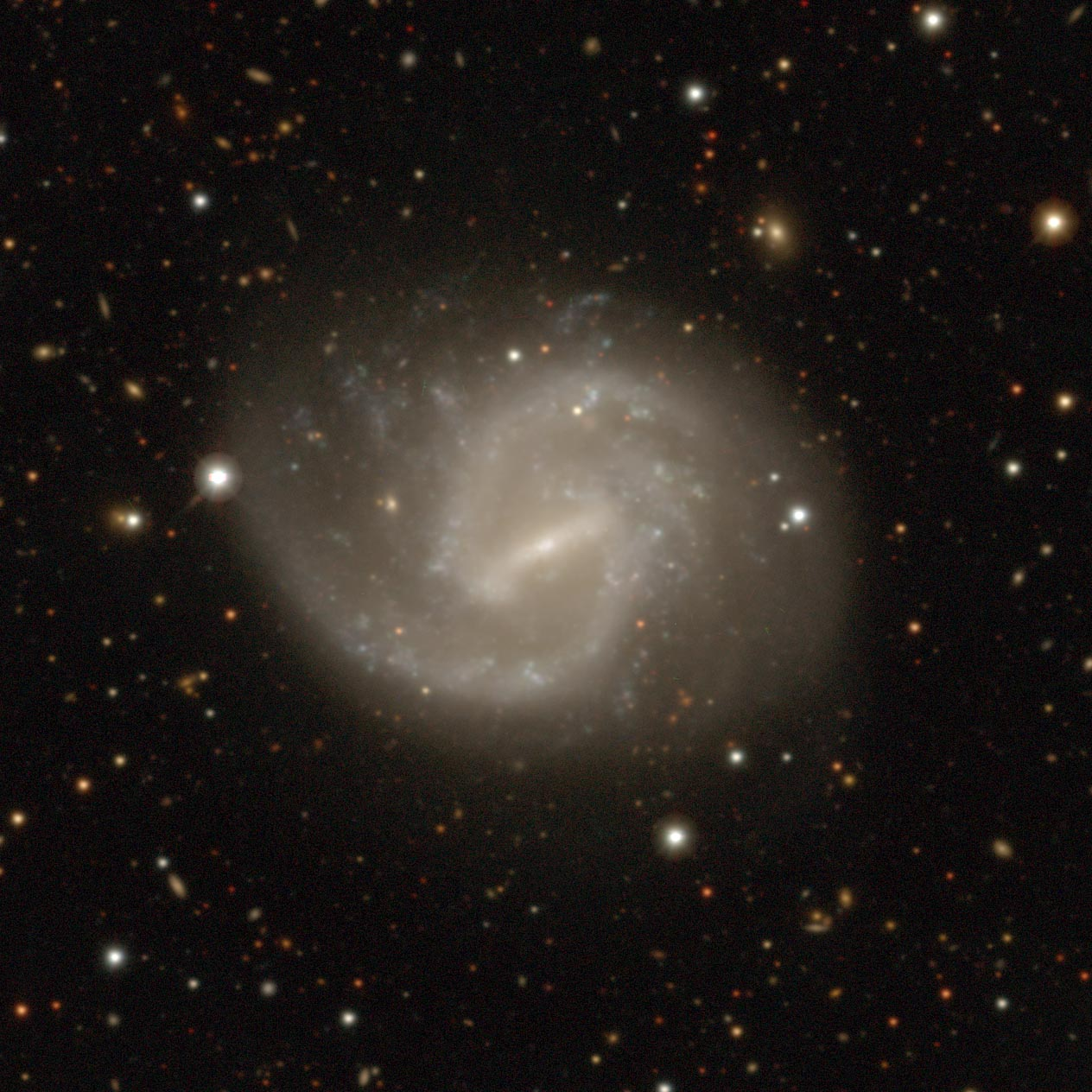
NGC 3513 par le projet « Legacy Surveys DR10 »[6].
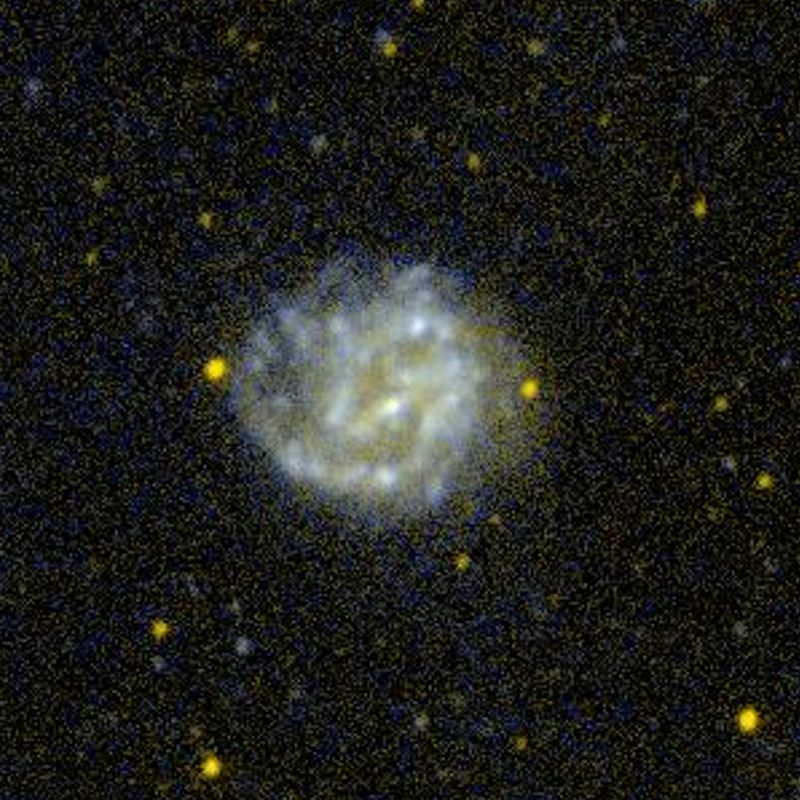
NGC 3513 en ultraviolet par le télescope spatial GALEX.

NGC 3513 a été utilisée par Gérard de Vaucouleurs comme une galaxie de type morphologique SB(s)c dans son atlas des galaxies,.
Eskridge, Frogel et Pogge ont publié un article en 2002 décrivant la morphologie de 205 galaxies spirales ou lenticulaires rapprochées. Les observations ont été réalisées dans la bande H de l'infrarouge et dans la bande B (le bleu). Selon Eskridge et ses collègues, NGC 3513 est de type SBcd dans la bande B et SBc dans la bande H. Le noyau de NGC 3513 est aplati et encastré dans une fine barre de forte brillance de surface. Des anses larges se trouvent aux extrémités de la barre et leur angle de position est légèrement incliné par rapport à celui de la barre. Des bras en spirale, larges inégaux et bien définis, émergent des anses. Ils contiennent plusieurs nœuds évidents de formation d'étoiles. Ces bras peuvent être suivis sur environ 180°. Ils ne sont pas tout à fait symétriques, le bras sud étant plus ouvert que le bras nord. Ce dernier montre des signes plus vigoureux de formation d'étoiles.